# Христофор III (Цицкишвілі)
Католико́с-Патріа́рх Христофор III (груз. კათოლიკოს-პატრიარქი ქრისტეფორე III; в миру Христофор Мурманович Цицкишвілі (груз. ქრისტეფორე მურმანის ძე ციცქიშვილი); 27 березня 1873, село Вертквічала, Шорапанський повіт, Кутаїська губернія — 10 січня 1932, Тифліс) — єпископ Грузинської православної церкви. У 1927—1932 роках — Католикос-патріарх Грузії.

## Біографія
Народився 27 березня 1873 року в селі Вертквічала (нині Хараґаульський муніципалітет).
1895 року закінчив Тифліську духовну семінарію і прийняв сан священника. Працював в парафіях. Потім був законовчителем у Тифліській чоловічій гімназії.
1918 року відвідував історико-філологічний факультет Тифліського університету.
18 березня 1922 року був хіротонізований на єпископа Мангліського без постригу на чернецтво. Хіротонію очолив католикос-патріарх Амвросій (Хелая), а вже 13 червня 1922 року переведений на Урбнісську кафедру.
На початку 1923 року в Грузії йшов новий виток жорстоких гонінь на Церкву, і 11 січня католикос-патріарх Амвросій був знову викликаний на допит і заарештований. 12 січня за рішенням спеціальної комісії Закавказької Федерації було заарештовано більшість членів Ради Католикосату і того ж дня для ведення справ Грузинської Православної Церкви було влаштовано Тимчасове Церковне Управління під керівництвом єпископа Христофора. Це Управління діяло до 26 лютого 1925 року, після чого католикоса-патріарха Амвросія було звільнено.
7 квітня 1925 року був зведений у гідність митрополита і переведений на Сухумську та Абхазьку кафедру. Як вказував Джемал Гамахарія, митрополит Христофор, співпрацюючи з радянською владою і перебуваючи в опозиції Католикосу-патріарху Амвросію, рідко бував у Сухумсько-Абхазькій єпархії, чим скористалася місцева влада і під прапором антирелігійної пропаганди пограбувала грузинські церкви і монастирі.
У 1926 році в Кутаїсі відбулися інспіровані радянською владою збори грузинського духовенства та мирян, на яких «прогресивне» духовенство задавало тон. Постановою зборів за католикосом-патріархом Амвросієм було залишено титул католикоса-патріарха, але справи Церкви знову передані Тимчасовому управлінню Грузинської Церкви. Головою цього органу знову став митрополит Христофор. Він же очолював «Групу оновлення та реформ», яка координувала «прогресивний» елемент у Церкві.
Після смерті католикоса-патріарха Амвросія 29 березня 1927 року місцеблюстителем Мцхетського католикосського престолу був призначений митрополит Христофор. 21 червня того ж року на IV Соборі Грузинської Церкви його було обрано Католикосом-Патріархом усієї Грузії. У тому ж році між грузинськими і російськими, а також українськими оновленцями відбулося взаємовизнання, а «протопресвітер» Іоан Лозовий, який очолював російських оновленців у Грузії, фактично перейшов у подвійне підпорядкування: московському розкольницькому синоду та грузинському католикосату. 
Під його керівництвом духовенство «прогресивного» напряму було поставлене на керівні посади. У 1928 році відбувся черговий Собор, на якому католикос-патріарх і кілька архієреїв підписали акт про введення в Грузинській Церкві характерного елемента церковного модернізму XX століття нового календарного стилю. Церква офіційно зреклася курсу конфронтації зі світською владою, заявила свою лояльність, і відмежувалася від грузинської еміграції.
Католикос-патріарх став спрямовувати різдвяні та великодні послання предстоятелям автокефальних Православних Церков, включаючи Російську.
Починання католикоса-патріарха Христофора не принесли успіхів. Календарна реформа, відкинута народом і більшістю священників, повністю провалилася і через кілька місяців була скасована. Грузинське церковне зарубіжжя розірвало зв'язок з Грузинським Патріархатом, тоді як визнання грузинської автокефалії з боку Російської Церкви було лише в нових умовах 1943 року. Жорстокі гоніння на Церкву світська влада не припиняла. У посланні до ЦВК від 1930 року Католикос-Патріарх зазначав, що «всі ті утиски, яких зазнає Грузинська Православна Церква, спрямовані на її якнайшвидшу ліквідацію» .
10 січня 1932 року католикос-патріарх Христофор III помер. Похований у кафедральному соборі Сіоні поряд з іншими предстоятелями Грузинської Церкви.

## Оцінки
Багато хто в церковному середовищі вважав католикоса-патріарха Христофора надто поступливим атеїстичному уряду. Але католикос-патріарх Єфрем II (Сидамонідзе), ставленик католикоса-патріарха Христофора, завжди згадував останнього з почуттям поваги, кажучи: «Я знаю його, він готовий був би віддати своє життя за Христа, якби це потрібно було для Церкви, але йому випала тяжка доля полководця, який має відступити під натиском ворога, щоб не втратити свого війська. У особистому житті він був аскетом, а прагматики аскетами немає. Він дуже поважав у душі Патріарха Амвросія, але зовні, для вигляду протистояв йому, проте вони робили одну справу, тільки по-різному».